# Ruta Provincial 063-01
La Ruta Provincial 063-01, popularmente conocida como "Camino Negro", es una ruta ubicada en el partido de Lomas de Zamora, en el sur del Gran Buenos Aires, Argentina, entre el Puente de la Noria y el Camino de Cintura. A lo largo de su extensión recibe el nombre de Presidente Juan Domingo Perón y San Juan XXIII. Se le llama negro debido a que durante muchos años no tuvo iluminación.
En las proximidades del Riachuelo se orienta en dirección noroeste - sudeste, como continuación de la Avenida General Paz, y luego de varias curvas y contracurvas, se orienta en dirección noreste - sudoeste, hasta alcanzar el Camino de Cintura.

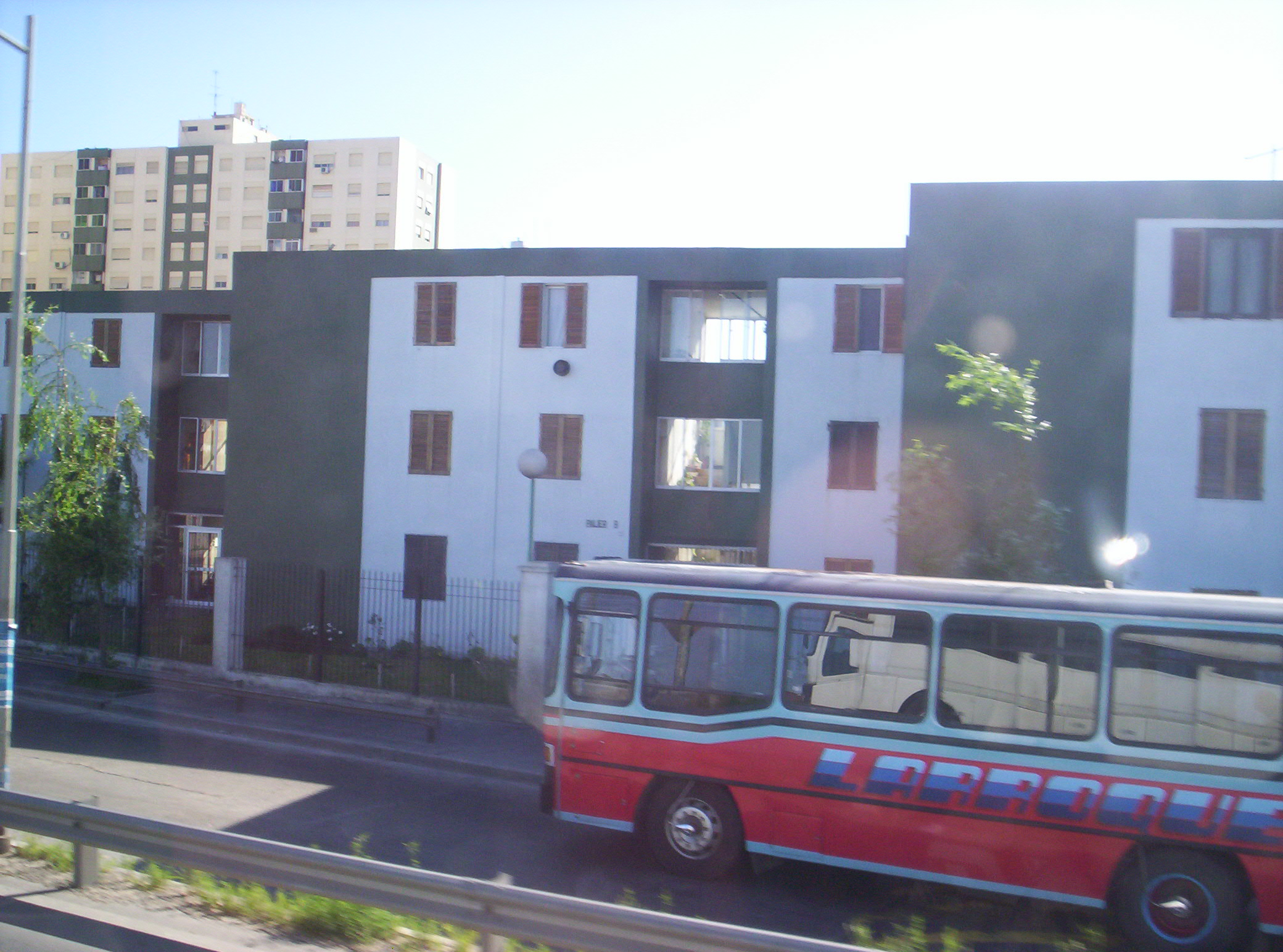
Camino Negro a la altura de la Avenida Martín Rodríguez, Banfield. El colectivo que aparece pertenece a la Línea 548.

## Recorrido
|  | WASSERq | WBRÜCKE1 | WASSERq |

|  |  | KRZ |

|  |  | RMIdu |

|  |  | STR |

|  | STRq | MWNODEl |  |

|  | STRq | RMKRZ | STRq |

| lDAMPF |  | SKRZ-Muq |  |

|  | STRq | RMKRZ | STRq |

|  | STRq | MWNODEl |  |

|  |  | RM |

|  |  | MWNODEr | STRq |

|  | STRq | RMKRZ | STRq |

|  |  | RM |

|  | STRq | RMKRZ | STRq |

|  | RMq | MWNODE | RMq |

|  |  | RM |

|  | STRq | MWNODE | RMq |

|  |  | RM |

|  | STRq | MWNODE | RMq |

|  |  | RM |

|  |  | ABZg+l |

|  |  | ABZg+l |

|  | WASSERq | WBRÜCKE1 | WASSERq |

|  |  | RM |

|  | STRq | MWNODE | RMq |

|  | STRq | MWNODE | RMq |

|  |  | STR |

|  |  | STR |

|  | STRq | RMKRZ | RMq |

|  |  | MWNODEr | RMq |

|  | RMq | MWNODE | STRq |

|  | STRq | MWNODE | RMq |

|  |  | STR |

|  | STRq | MWNODEl |  |

| lDAMPF |  | SKRZ-Muq |  |

|  |  | STR |

|  |  | STR |

|  | CONTgq | ABZqlr | CONTfq |

## Historia
Luego de la licitación correspondiente, la Dirección Provincial de Vialidad firmó un contrato con una empresa constructora el 5 de agosto de 1961 para pavimentar el tramo entre el Puente de la Noria y la calle Molina Arrotea. Esta obra se terminó en 1964.
En agosto de 1984 comenzaron los trabajos para convertirla en vía rápida con postes de iluminación en el separador central, incluyendo puentes de hormigón pretensado sobre las vías ferroviarias de los ramales Haedo - Temperley y Puente Alsina - Aldo Bonzi, y uno adicional sobre el arroyo del Rey para la nueva calzada. Como obra complementaria, se construyó una terminal para el servicio público de pasajeros.
El 18 de noviembre de 2003 comenzó la construcción de una autopista de dos carriles por sentido de circulación con una extensión de 7,6 km entre el Puente de la Noria y la calle Colombres, que es el acceso a la ciudad de Lomas de Zamora. Dicha vía se habilitó en tres tramos: 
En febrero de 2006 se habilitó el tramo de 2 km entre la rotonda al sur del Puente de la Noria y el puente sobre la calle Ejército de los Andes, aprovechándose el puente Gobernador Mercante construido anteriormente sobre las vías del Ferrocarril General Belgrano.
En agosto de 2007 se abrió a la circulación vehicular el tramo de 2,7 km con tres puentes sobre diversas calles hasta la calle Larroque.
El 25 de febrero de 2008 se inauguró la sección final de 2,9 km hasta la intersección con la calle Colombres. La obra incluyó tres puentes sobre calles y un puente sobre el Arroyo del Rey.
Debido a que la autopista se construyó sobre la traza de la avenida, posee varias subidas y bajadas en el tramo desde el Puente de la Noria hasta la calle Larroque, que es el acceso a Banfield, lo que limita la velocidad máxima a 80 km/h. Entre las calles Larroque y Colombres la autopista posee curvas y contracurvas cerradas, por lo que la velocidad máxima en este tramo es de 60 km/h.

## Nomenclatura municipal
La municipalidad del partido de Lomas de Zamora impuso diversos nombres para este camino. Entre el Puente de la Noria y la calle Falucho el Camino Negro se denominó en diferentes épocas, Juan Manuel de Rosas, 10 de septiembre de 1861 (que es la fecha de fundación de Lomas de Zamora) y Presidente Perón. Entre la calle Falucho y el Camino de Cintura su nombre es San Juan XXIII.